# Søren Steen Jespersen
Søren Steen Jespersen (* 30. November 1962 in Kopenhagen) ist ein dänischer Drehbuchautor, Filmproduzent und Filmregisseur im Bereich des Dokumentarfilms, der für einen Oscar nominiert wurde.

## Karriere
Jespersens Karriere im Filmgeschäft begann bei der Fernsehserie Fak2eren im Jahr 1993, wobei er als Regisseur tätig war und zudem das Drehbuch verfasste. Große Bekanntheit erlangte Jespersen durch seine Beteiligung an dem Dokumentarfilm Die letzten Männer von Aleppo von Regisseur Feras Fayyad. Der Dokumentarfilm, der das Leben der Gründer der Weißhelme beleuchtet und sich auf der Such- und Rettungseinsätze während des Krieges in Aleppo konzentriert, wurde bei der Oscarverleihung 2018 als erster syrischer Beitrag in der Kategorie „Bester Dokumentarfilm“ nominiert. Aufgrund der Executive Order 13780 erhielt unter anderem Kareem Abeed, der ebenfalls wie Jespersen nominiert wurde, kein Visum für die USA.
Auf europäischen Filmfestspielen wurde Jespersen unter anderem mit einem „Asia Pacific Screen Award“ und „Cinema Eye Honors Award“ ausgezeichnet.

## Filmografie (Auswahl)
- 1993–1999: Fak2eren (Fernsehserie, 7 Episoden)
- 2017: Die letzten Männer von Aleppo (آخر الرجال في حلب)
- 2018: Lost Warrior